# Університет Есватіні
26°28′57″ пд. ш. 31°18′45″ сх. д. / 26.4824° пд. ш. 31.3124° сх. д.
Університет Есватіні (англ. University of Eswatini, UNESWA), раніше університет Свазіленду (англ. University of Swaziland, UNISWA) — головний вищий навчальний заклад Есватіні.
Засновано парламентським актом 1982 р., коли був виділений із заснованого в 1964 р.  Університету Ботсвани, Лесото і Свазіленду (також раніше відомого як  «Університет Басутоленда, Бечуаналенду і Свазіленду» ).
Представницьку посаду канцлера як глави UNESWA займає король Есватіні Мсваті III. Поточне керівництво здійснює віце-канцлер. З 1988 по 2003 рік посаду віце-канцлера університету займала перша в історії Есватіні жінка з докторським ступенем Лідія Махубу.

## Структура
Університет включає в себе сім факультетів та два інститути:
- Аграрний факультет — заснований в 1966 р. як незалежний  свазілендський аграрний коледж і університетський центр .
- Комерційний факультет
- Педагогічний факультет
- Медичний факультет
- Гуманітарний факультет
- Факультет природничих наук та інженерії
- Факультет суспільних наук
- Інститут дистанційної освіти
- Інститут післядипломної освіти

Також в структуру UNESWA входять кілька дослідницьких центрів та інститутів.
Університет видає періодичні наукові видання:
- «UNESWA Research Journal of Agriculture, Science and Technology »[7]
- «UNESWA Research Journal» [8]

UNESWA містить найбільшу бібліотеку Есватіні з філіями в усіх кампусах.

## Кампуси
Університетські факультети розташовані в трьох кампусах:
- Головний кампус в Квалусені — найстаріший, побудований при спонсорстві Великої Британії, США, Канади та компанії Anglo American;
- Кампус в Мбабане — медичний факультет;
- Кампус в Луенго — аграрний факультет.